# Giorno della Repubblica di Turchia
Il Giorno della Repubblica di Turchia (o Festa della Repubblica Turca; in turco Cumhuriyet Bayramı) è una delle feste pubbliche in Turchia e Cipro del Nord.
La ricorrenza nazionale si celebra il 29 ottobre e commemora la Proclamazione della Repubblica di Turchia, nel 1923, ad opera di Mustafa Kemal Atatürk, il padre della Turchia moderna.
Questa Festività, di estremo orgoglio nazionale e patriottico per i Turchi, dura 35 ore, a partire ogni anno dalle ore 13 del 28 ottobre.
La festa commemora gli eventi del 29 ottobre 1923, quando Mustafa Kemal ha dichiarato la Turchia una repubblica. La Turchia era stata di fatto una repubblica dal 23 aprile 1920, data della costituzione della Grande Assemblea Nazionale della Turchia, ma la conferma ufficiale di questo avvenimento si è registrata solo in seguito: Il 29 ottobre 1923 è stato dichiarato, quindi, Giorno della Repubblica e il suo nome ufficiale è stato proclamato Türkiye Cumhuriyeti ("la Repubblica di Turchia").
Atatürk è stato eletto come il primo presidente della Repubblica di Turchia.